# 2190 Coubertin
2190 Coubertin è un asteroide della fascia principale. Scoperto nel 1976, presenta un'orbita caratterizzata da un semiasse maggiore pari a 2,4705514 UA e da un'eccentricità di 0,0904114, inclinata di 0,82821° rispetto all'eclittica.
L'asteroide è dedicato a Pierre de Coubertin, fondatore dei moderni Giochi olimpici.